# Wojczyce
Wojczyce (deutsch: Polkendorf) ist ein Ort in der Stadt- und Landgemeinde Środa Śląska  im Powiat Średzki der Woiwodschaft Niederschlesien, in  Polen. 
Wojczyce liegt 25 Kilometer westnordwestlich von Breslau und sieben Kilometer östlich von Środa Śląska (Neumarkt in Schlesien). Von 1975 bis 1998 gehörte es zur Woiwodschaft Breslau.

## Persönlichkeiten
- Clara Immerwahr (1870–1915), deutsche Chemikerin sowie Menschen- und Frauenrechtlerin.